# 泗坪乡
泗坪乡，是中华人民共和国四川省雅安市荥经县下辖的一个乡镇级行政单位。

## 行政区划
泗坪乡下辖以下地区：
民主村、断机村、民胜村和桥溪村。